# Перати
Перати (словен. Perati, итал. Perati di Luico) је насељено место у општини Кобарид, Горишка регија, Словенија.

## Историја
До територијалне реорганизације у Словенији били су у саставу старе општине Толмин. Као самостално насеље, Перати постоји од 1997. године. Настала је издвајањем дела из насеља Авса.

## Становништво
У попису становништва из 2011. године, Перати су имали 24 становника.
| Број становника према пописима | Број становника према пописима |
| ------------------------------ | ------------------------------ |
| 2002                           | 2011                           |
| 28                             | 24                             |

Напомена: Године 1997. настала издвајањем дела из насеља Авса.